# 大梅德韋季夫卡 (舍佩蒂夫卡區)
50°7′15″N 27°15′37″E / 50.12083°N 27.26028°E
大梅德韋季夫卡（烏克蘭語：Велика Медведівка），是烏克蘭的村落，位於該國西部赫梅利尼茨基州，由舍佩蒂夫卡區的地方法院負責管轄，始建於1547年，面積136平方公里，海拔高度240米，2001年人口620。